# Слободской, Лев
Лев Слободской (23 июля 1943 — 24 января 2019) — украинский советский и израильский шашист. Международный мастер, мастер спорта СССР (1961).
Вырос в Харькове, где был воспитанником Зиновия Цирика. Неоднократный участник чемпионатов СССР (1960, 1963, 1965, 1966,1968, 1971, 1972, 1973, 1974, 1975, 1977, 1978), пятикратный чемпион Украинской ССР, чемпион Израиля. Участвовал в турнире претендентов на звание чемпиона мира по стоклеточным шашкам (Якутск, 2002).
Проживал в городе Кирьят-Моцкин.